# Stasi-Unterlagen

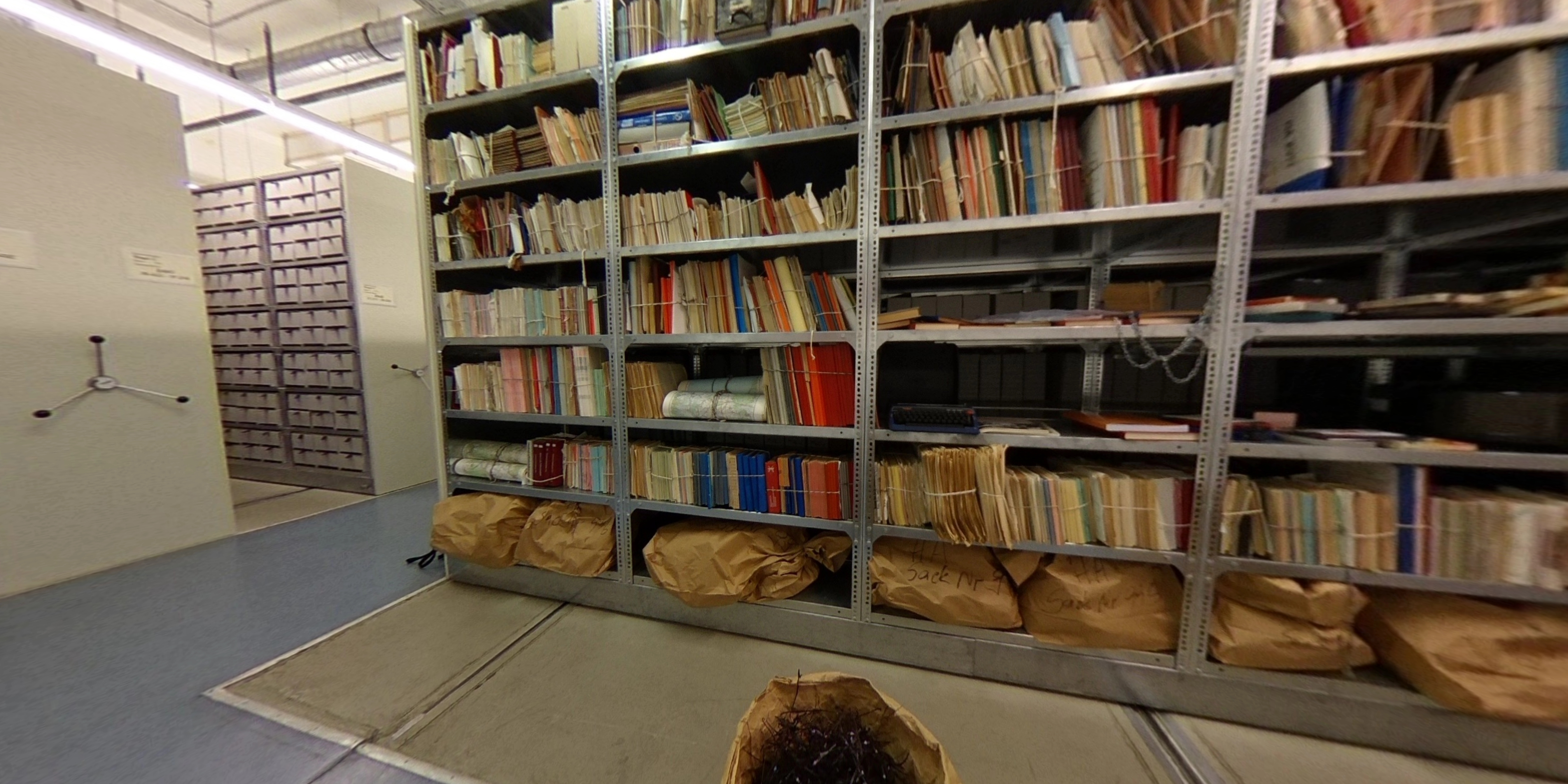
Blick in einen Magazinsaal des Archivs in der ehemaligen Zentrale des Ministeriums für Staatssicherheit in Berlin-Lichtenberg

Unter den Stasi-Unterlagen versteht man all das, was in Schrift, Ton und Bild vom Ministerium für Staatssicherheit der DDR gesammelt wurde. Ein beträchtlicher Teil dieser geheim entstandenen Karteien, Akten, audiovisuellen Medien und maschinenlesbaren Daten (Disketten, Magnetbänder, Magnetplatten, Datenbanken) konnte im Laufe der Friedlichen Revolution 1989 – gegen den Widerstand des Ministeriums – von DDR-Bürgern vor der Zerstörung gerettet werden. 
Wegen der Brisanz dieser Dokumente eines untergegangenen Inlandsgeheimdiensts setzte die Bundesregierung nach der Wiedervereinigung 1990 einen Bundesbeauftragten (abgekürzt BStU) speziell für die Betreuung des Zugangs zu diesen Unterlagen ein. Im Juni 2021 wurde diese Behörde aufgelöst und in die Zuständigkeit des Bundesarchivs überführt. Die Verwendung dieser Unterlagen wird durch das so genannte Stasi-Unterlagen-Gesetz geregelt. Dieses legt unter anderem fest, dass die Betroffenen die von der Stasi über sie angelegten Akten einsehen dürfen, und es gewährleistet, dass die Unterlagen nach archivfachlichen Grundsätzen verwaltet werden.
Einige der Unterlagen, wie die sogenannten Rosenholz-Akten oder die über den Spion James W. Hall erlangten Dokumente, gerieten nach der Wiedervereinigung in die USA und stehen in Deutschland nur noch teilweise zur Verfügung. Die Zugänglichkeit der Akten für Dritte ist auch ein Streitthema, wie der Fall Kohl zeigt.
Der Podcast 111 Kilometer Akten erklärt seit April 2020 den Zustand des Archivs, die Zugangsmöglichkeiten zu den Akten und Ergebnisse der Nutzung.

## Umfang und Verwahrung
Bei den Stasi-Unterlagen handelt es sich heute um einen Komplex von insgesamt ca. 111 Kilometer Akten, zu denen unter anderem auch 41 Millionen Karteikarten, 1,95 Millionen Fotografien, 2.876 Filme und Videos sowie ca. 23.250 Tondokumente gehören. Darüber hinaus existieren noch rund 15.500 Behältnisse mit bisher ungesichtetem, zerrissenem Schriftgut.
Die Bestände der Stasi-Unterlagen befinden sich zum überwiegenden Teil noch heute an ihren ursprünglichen Aufstellungsorten und sind dort – entsprechend den Vorgaben des Stasi-Unterlagen-Gesetzes – öffentlich zugänglich:
- Die Unterlagen der Ministeriumszentrale des MfS sind in der ehemaligen Zentrale des Ministeriums für Staatssicherheit in Berlin-Lichtenberg untergebracht, und zwar in einem vom MfS 1984 eröffneten Archivzweckbau („Haus 8“).
- Als regionale Außenstellen gab es 14 MfS-Bezirksverwaltungen mit jeweils eigenen Archiven in Berlin, Cottbus, Dresden, Erfurt, Frankfurt (Oder), Gera, Halle, Karl-Marx-Stadt, Leipzig (siehe Bezirksverwaltung für Staatssicherheit Leipzig), Magdeburg, Neubrandenburg, Potsdam, Rostock, Schwerin und Suhl. Mit Ausnahme der Unterlagen der MfS-Bezirksverwaltungen Berlin (ca. 2,2 Kilometer Dokumente, 2011 ins Archiv der Zentrale in Berlin-Lichtenberg übertragen) und Potsdam (ca. 4,7 Kilometer Dokumente, 2008 ins Archiv der Zentrale in Berlin-Lichtenberg übertragen), lagern auch die Unterlagen der ehemaligen MfS-Bezirksverwaltungen noch an ihren ursprünglichen Standorten.[3]

## Geschichte

### Rettung und Öffnung während der Wende

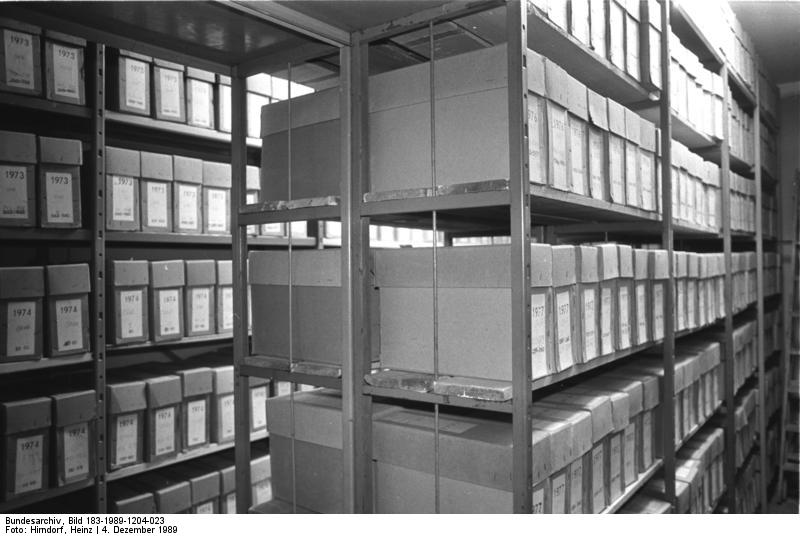
Bezirks-Archiv in Erfurt, 4. Dezember 1989

Ab Mitte November 1989 begannen Mitarbeiter der Staatssicherheit Teile ihrer Unterlagen auf Anweisung von Erich Mielke abzutransportieren und zu zerstören. Nachdem das Ministerium für Staatssicherheit in das Amt für Nationale Sicherheit umgewandelt wurde und die Volkskammer als neuen Leiter Wolfgang Schwanitz bestimmt hatte, erneuerte dieser am 22. November 1989 unter „strengster Geheimhaltung“ die Anweisung seines Vorgängers Mielke. Bald fiel Bürgerrechtlern auf, dass in Gebäuden der Staatssicherheit Dinge verbrannt wurden und Gegenstände per Laster fortgeschafft wurden. Es wurden deshalb vor mehreren Gebäuden Mahnwachen aufgestellt und Einlass erzwungen. So wurde am Morgen des 4. Dezember 1989 die Bezirksstelle des MfS in Erfurt besetzt und am Abend desselben Tages folgten weitere Besetzungen, beispielsweise in Greifswald, Rostock, Bad Doberan, Stralsund und Wismar. Als Folge davon gab Schwanitz die Anweisung, die Vernichtung der Akten zu beenden. Am 15. Januar 1990 besetzten Bürger als eines der letzten Dienstobjekte auch den zentralen Dienstkomplex des MfS in der Normannenstraße in Berlin-Lichtenberg und sicherten so einen Großteil der noch vorhandenen Unterlagen. Im Februar 1990 gab es mit Zustimmung des Runden Tisches eine Anweisung des Ministerrates, die elektronischen Datenträger zu vernichten. Mit der Selbstauflösung der Hauptverwaltung A wurden auch deren Akten weitgehend vernichtet (siehe auch: Rosenholz-Akten). Nach einem Hungerstreik von Bürgerrechtlern im September 1990 in der Zentrale der Staatssicherheit in Berlin, mehreren Mahnwachen und gegen die ursprüngliche Absicht von Vertretern der Bundesregierung und des Ministers des Inneren Peter-Michael Diestel wurde als Zusatzklausel im Einigungsvertrag vereinbart, dass die sonst in Westdeutschland übliche Sperrfrist für Archivgut (Bundesarchivgesetz) nicht angewendet wird und dass Stasi-Opfer ihre Akten einsehen können (Stasi-Unterlagen-Gesetz).

### Nach der Wende

#### Möglichkeiten der Akteneinsicht
Gemäß dem Stasi-Unterlagen-Gesetz hat jede Person das Recht, einen Antrag auf die Einsichtnahme in die Unterlagen, die das Ministerium für Staatssicherheit über sie angelegt hat, zu stellen. Von diesem Recht machten seit Verabschiedung des Gesetzes im Dezember 1991 bisher mehr als 3,2 Millionen Menschen Gebrauch. Da die Unterlagen in der Regel nicht nur Daten und Informationen über die antragstellende Person beinhalten, müssen sie vor der Herausgabe aufwendig geprüft und eventuell anonymisiert werden, was je nach Umfang zu längeren Wartezeiten führen kann. Die Wahrnehmung des Rechtes auf Akteneinsicht ist für Betroffene kostenlos.
Neben der persönlichen Akteneinsicht gibt es auch die Möglichkeit für öffentliche und nichtöffentliche Stellen, Ersuchen auf Überprüfung von Mitarbeitern auf eine Tätigkeit beim MfS zu stellen oder auf die Akten im Rahmen von Rehabilitierung, Wiedergutmachung und Strafverfolgung zurückzugreifen.
Ebenso haben Forschung und Medien die Möglichkeit, Einsicht in Akten zu beantragen.
Aufgrund des eingeschränkten Zugangs zu den Unterlagen betreibt das Bundesarchiv eine Mediathek in der verschiedene Unterlagenarten aufrufbar und lesbar sind.

#### Rechtsstreit um Akteneinsicht
Nach der Wiedervereinigung gab es wiederholt Streit, da die Akten nicht nur für die private Akteneinsicht, Behörden und Forscher, sondern auch für Medienvertreter und Parlamente genutzt wurden.
Prominent war beispielsweise der Gerichtsstreit von Helmut Kohl, der sogenannte Fall Kohl. Weitere prominente Fälle betrafen Gregor Gysi und Manfred Stolpe.

#### Übergabe von Unterlagen an die USA
13.088 Seiten Dokumente, die der Spion James W. Hall über die Tätigkeit der National Security Agency gegen die Bundesrepublik dem MfS zukommen ließ, gingen in den Besitz der Gauck-Behörde über und wurden 1992 unter Bruch des Stasi-Unterlagen-Gesetzes mit Genehmigung des Bundesinnenministeriums zurück in die USA gebracht.

#### Übergabe von Unterlagen von den USA
Die Rosenholz-Dateien, die 1990 in die USA gelangten, wurden hingegen dort kopiert, in einem unvollständigen Zustand 2003 an Deutschland zurückgegeben und sind im Stasi-Unterlagenarchiv einsehbar.

#### Rekonstruktion
Von den in den letzten Monaten der DDR zerstörten Unterlagen fanden sich viele tausend Säcke mit unterschiedlich stark zerrissenen Materialien, die wieder rekonstruiert werden sollten. Bis zum Dezember 2018 konnte der Inhalt von etwa 500 der insgesamt etwa 16.000 Säcke manuell bearbeitet und rund 1.630.000 Blatt an Schriftgut rekonstruiert werden. Im Jahr 2007 begann zusätzlich ein Projekt zur maschinellen Rekonstruktion. Das Fraunhofer-Institut für Produktionsanlagen und Konstruktionstechnik in Berlin entwickelte die Stasi-Schnipselmaschine, die unter der Behördenbezeichnung „Virtuelle Rekonstruktion vorvernichteter Stasi-Akten“ zum Einsatz kommen sollte. Dabei werden die Papierschnipsel gescannt, vom Rechner nach mehreren Merkmalen unterschieden und dann virtuell zusammengesetzt. Bei der Realisierung traten Schwierigkeiten auf, so dass das Projekt um 2009 abgebrochen wurde. Bis 2023 wurde sie nicht fortgesetzt.

## Arten von Unterlagen

### Schriftgut
Die Schriftgutbestände gliedern sich in Ablagen, die vom Staatssicherheitsdienst selbst archiviert wurden, und in Unterlagen der Diensteinheiten. Letzteres sind Akten, die sich 1989/90 noch in Bearbeitung befanden, also Verwaltungsschriftgut und „aktive“ Vorgänge gegen bestimmte Personen. Die archivierten Ablagen und große Teile der 1989 „aktiven“ Vorgänge sind über personenbezogene Karteien zugänglich, jedoch nur in seltenen Fällen themenbezogen recherchierbar.

#### Wichtige Aktenkategorien des MfS
IM-Akte: Die Akte zu einem inoffiziellen Mitarbeiter (IM) besteht gemäß den Aktenführungsprinzipien des MfS in der Regel aus drei Teilen. Teil I, die so genannte Personalakte, enthält Dokumente zur Person des IM. Dabei handelt es sich um Unterlagen, die bei der Überprüfung des IM-Kandidaten angefallen sind, den Werbungsbeschluss, die Verpflichtung (soweit schriftlich erfolgt), regelmäßige Einschätzungen zur Grundlage der Zusammenarbeit, zur Gesinnung, sowie zu Fähigkeiten und Möglichkeiten des IM, außerdem Dokumente zu etwaigen Überprüfungsmaßnahmen nach der Werbung. Teil II, die so genannte Arbeits-/Berichtsakte, besteht aus den Berichten des IM und den Treffberichten des Führungsoffiziers. Teil III, die so genannte Beiakte zur Personalakte, enthält Quittungsbelege über Gehaltszahlungen, Prämien, Urlaubsgeld und andere gezahlte Geldbeträge oder übergebene Sachwerte an den IM.
Operative Personenkontrolle: Bei der Operativen Personenkontrolle (OPK) handelt es sich um einen konspirativen Vorgang zur Aufklärung und Überwachung von Personen. Er wurde meist bei Verdacht auf politisch nicht konformes Verhalten oder zur Überprüfung von Funktionären angelegt und zentral registriert. Eine OPK erfolgte auch als Vorlauf für eine inoffizielle Tätigkeit in der Auslandsspionage.
Operativer Vorgang: Ein Operativer Vorgang (OV) ist ein konspiratives Ermittlungsverfahren gegen Unbekannt oder gegen ein oder mehrere Personen, die nach der DDR-Gesetzgebung eine Straftat begangen hatten oder dies beabsichtigten. Anlass war oft schon nichtkonformes politisches Verhalten. Jeder OV hatte einen Decknamen und eine Registriernummer.
Zentrale Materialablage: Jede Diensteinheit, Bezirksverwaltung und Kreisdienststelle führte, neben den zentral registrierten OPK und OV, eine eigene zentrale Materialablage (ZMA). In dieser wurden Personen erfasst, die zwar nicht „operativ“ bearbeitet wurden, aber trotzdem als auffällig, wichtig oder sicherheitsrelevant genug angesehen wurden, um Material über sie zu sammeln. Je nach dem durch die anlegende Diensteinheit überwachten Bereich, konnten die ZMA beträchtlichen Umfang annehmen und große Teile der Bevölkerung in ihnen erfasst sein. Der Zugang über die ZMA erfolgte über dezentrale Karteien, vor allem über die Vorverdichtungs-, Such- und Hinweiskartei.

#### Unterlagen der Diensteinheiten
Neben den bereits von der Stasi registrierten und im Archiv der Abteilung XII aufbewahrten Akten existieren große Bestände aus Unterlagen der Diensteinheiten. Dabei handelt es sich um Papiere, die bei der Auflösung der Stasi 1989/90 noch in Bearbeitung waren oder sich als Materialien für den Dienstgebrauch und -Alltag in Büros der Mitarbeiter befanden. Diese sehr heterogenen Unterlagen wurden durch die verschiedenen Komitees zur Auflösung der Stasi gesichert und in Form von Bündeln eingelagert. Sie bilden mit insgesamt 63 km den größten Teil der Überlieferung des MfS. Jedes Bündel wurde mit einem Laufzettel versehen, so dass bei der späteren Bearbeitung ersichtlich ist an welchem Standort und von welcher Diensteinheit die Unterlagen stammen.
Die Unterlagen der Diensteinheiten werden beim Stasi-Unterlagen-Archiv archivisch erschlossen, so dass sie sachthematisch und personenbezogen zugänglich sind. Bisher wurden 94 Prozent der Unterlagen der Diensteinheiten archivfachlich bearbeitet. Diese Unterlagen sind direkt beim Bundesarchiv oder, in Teilen, als Findbuch auf der Online-Plattform ARGUS recherchierbar. Sie ermöglichen heute den Einblick in die Arbeit der Stasi, deren interne Abläufe und Planungen. Oftmals finden sich in den Arbeitsunterlagen auch Bezüge auf vom MfS beobachtete Personen und Informationen über diese. Daher ist eine Herausgabe für die Forschung entsprechend dem Stasi-Unterlagen-Gesetz nicht immer ohne weiteres möglich.

### Karteien
Bei den Karteien handelt es sich einerseits um Informationsspeicher, andererseits um Findmittel zur Aktenrecherche. Die personenbezogenen Karteien waren – und sind auch heute noch – erforderlich, um die vom Staatssicherheitsdienst selbst archivierten Akten heraussuchen zu können. Insgesamt sind inzwischen mehr als 5.700 verschiedenen Karteien aufgefunden worden, die sich teils erheblich in Form und Informationsgehalt unterscheiden.

#### Zentrale Karteien
Um den Informationsaustausch zwischen den Diensteinheiten zu gewährleisten, existierten eine Reihe von zentralen Karteien. Diese wurden von der Abteilung XII mit Sitz in Berlin-Lichtenberg geführt. Die Registrierungen wurden parallel auch in den Bezirksverwaltungen aufgenommen. Für jeden registrierten Vorgang (OPK, OV) und jede darin erfasste Person existierten sowohl in Berlin, als auch in dem bearbeitenden Bezirken entsprechende identische Karteikarten. Die Kartei F 16 ist die zentrale Klarnamenkartei. Sie ist phonetisch geordnet und enthält den vollständigen Namen, die Adresse sowie weitere personenbezogene Angaben der erfassten Person. Der Grund der Erfassung wird jedoch nicht angegeben.
Das definiert erst die Kartei F 22 (Vorgangskartei). Durch diese Kartei wird deutlich, ob es sich beispielsweise um einen Vorgang zu einem inoffiziellen Mitarbeiter, einen Operativvorgang (z. B. die Beobachtung eines Bürgerrechtlers) oder eine weitere Vorgangsart handelt. In der F 22 wird jedoch nicht der Klarname genannt, sondern der Deckname. Der Zusammenhang zwischen den Karteien kann nur über die einmalig vergebene Registriernummer hergestellt werden.
Die Kartei F 77 enthält die Decknamen und ist ebenfalls phonetisch geordnet. Das MfS legte sie zu Zwecken der statistischen Auswertung an.
Die zeitweise zentral genutzte Kerblochkartei (KK) notierte Beruf, Parteizugehörigkeit, Hobbys, Neigungen, Gewohnheiten und Interessen. Sie wurde später in die lokalen Vorverdichtungs-, Such- und Hinweiskarteien integriert.

#### Dezentrale Karteien
Ein in jeder Diensteinheit, Bezirksverwaltung und Kreisdienststelle vorhandener Speicher war die Vorverdichtungs-, Such- und Hinweiskartei. Sie boten Informationen über Personen im Beobachtungsbereich der Diensteinheit und konnten gleichzeitig auf entsprechende Unterlagen in der zentralen Materialablage verweisen. Zusätzlich konnten neben den eigentlichen Informationskarten auch Hinweiskarten eingelegt seien. Mit diesen meldete eine andere Diensteinheit ein Interesse an der genannten Person an und musste entsprechend bei Änderungen auf deren Karteikarte oder in der zugehörigen Materialablage informiert werden. Neben den zentralen Karteien sind die VSH-Karteien ein wichtiges Mittel, um heute noch Unterlagen auffinden zu können, die die Stasi zu Personen gesammelt hat.
Weitere Dezentrale Karteien wurden entsprechend der Aufgaben der Diensteinheiten angelegt. Entsprechend können sie in ihrer Größe stark variieren und sehr verschiedene Mengen an Informationen beinhalten. Beispiele sind die Kartei zu Antragsstellern auf eine Genehmigung für ein Visa der DDR aus Westberlin mit 37 Metern Umfang oder die Ausländerkartei der Abteilung 3 der Hauptabteilung VII, in der alle Personen mit Übersiedlungswunsch in die DDR erfasst wurden.

### Audiovisuelle Medien und maschinenlesbare Daten
Unter audiovisuellen Medien werden Fotografien, Videos, Filme und Tonträger verstanden. Es gibt etwa 1,95 Millionen Fotodokumente (Fotopositive und -negative, Dias, Mikrofilme), 31.300 Tondokumente und 2.734 Filme und Videos mit Aufzeichnungen. Bei den maschinenlesbaren Daten handelt es sich um Disketten, Magnetbänder und Magnetplatten des Ministeriums für Staatssicherheit und der Bezirksverwaltungen des MfS. Es sind etwa 7.832 Datenträger vorhanden. Zu den maschinenlesbaren Daten zählen auch die Datenbanken des Staatssicherheitsdienstes.

## Ausstellungen
Das Bundesarchiv informiert in der Ausstellung Einblick ins Geheime in Berlin-Lichtenberg ausführlich über historische Entstehung und ehemalige sowie heute Nutzung der Stasi-Unterlagen. Vor Ort ist es auch möglich in Replikate originaler Akten zu schauen oder im Rahmen von Führungen die Archivräume zu besuchen. Außerdem stellt das Bundesarchiv im Rahmen einer Kooperation Materialien für das benachbarte Stasi-Museum zur Verfügung, verleiht Ausstellungen an andere Träger und unterhält weitere kleine Ausstellungen in einigen Außenstellen.

## Sonstiges
Um Spekulationen entgegenzutreten, veröffentlichte Peer Steinbrück, Kanzlerkandidat der SPD bei der Bundestagswahl 2013, seine Stasi-Akte. Sie enthält unter anderem Notizen über seine angebliche politische Einstellung; von Seiten der Presse wurde diese Einschätzung Steinbrücks durch die Stasi teils als „amüsant“ bezeichnet.

## 360°-Fotos aus dem Zentralarchiv
|  |  |  |  |
|  |  |  |  |
|  |  |  |  |